# Мокроеланчик
Мокроеланчик (укр. Мокроєланчик) — село на Украине, находится в Амвросиевском районе Донецкой области. Находится под контролем самопровозглашённой Донецкой Народной Республики.

## География
Село расположено на реке Мокрый Еланчик.

#### Соседние населённые пункты по странам света
СЗ: Ленинское
ССЗ: Киселёвка
С: город Амвросиевка
СВ: Харьковское, Квашино, Лисичье
В: —
ЮВ: Петропавловка
Ю: Василевка (ниже по течению Мокрого Еланчика)
ЮЗ: Кошарное, Новоивановка
З: Ольгинское

## Население
Население по переписи 2001 года составляло 593 человека.

## Общая информация
Код КОАТУУ — 1420682504. Почтовый индекс — 87360. Телефонный код — 6259.

## Адрес местного совета
87360, Донецкая область, Амвросиевский район, с. Васильевка, ул. Ленина, 53-1-14